# 紀元前52年
紀元前52年（きげんぜん52ねん）は、ローマ暦の年である。

## 他の紀年法
- 干支 : 己巳
- 日本
  - 崇神天皇46年
  - 皇紀609年
- 中国
  - 前漢 : 甘露2年
- 朝鮮
  - 新羅 : 赫居世6年
  - 檀紀2282年
- 仏滅紀元 : 492年
- ユダヤ暦 : 3709年 - 3710年

## できごと

### ローマ
- 執政官 - グナエウス・ポンペイウスとクィントゥス・カエキリウス・メテッルス・ピウス・スキピオ・ナシカ
- グナエウス・ポンペイウスがコルネリア・マテッラと結婚した。
- ティトゥス・アンニウス・ミロがアッピア街道でプブリウス・クロディウス・プルケルの殺害を謀り、有罪とされてマルセイユに亡命した。
- ガリア戦争終結
  - 3月 - ブールジュが包囲、占拠された。
  - 4月-5月 - ゲルゴヴィアが包囲、占拠された。
  - 7月 - ガイウス・ユリウス・カエサルとウェルキンゲトリクスの間でヴァンジャンヌの戦いが行われた。
  - 7月 - アレシアの包囲が開始された。
  - 10月 -  アレシアの戦いでローマ軍がウェルキンゲトリクス率いるガリア軍を破り、ガリア戦争が終結した。

## 誕生
- フェネステラ、古代ローマの歴史家
- ユバ2世、ヌミディア王（+ 23年）

## 死去
- 1月18日 - プブリウス・クロディウス・プルケル、共和政ローマ期の政治家（* 紀元前93年）
- スレナス、パルティアの将軍（* 紀元前84年）
- 杜延年、前漢後期の人物
- 趙充国、前漢の将軍（* 紀元前137年）